# Alexander Hope (officier)
Pour les articles homonymes, voir Alexander Hope et Hope.
Alexander Hope (2 décembre 1769 – 19 mai 1837) est un officier britannique devenu le dernier gouverneur du Collège militaire royal à Great Marlow et le premier après son transfert à Sandhurst.

## Carrière militaire
Il est le fils de John Hope (2e comte de Hopetoun), et est nommé Officier, enseigne du 63e régiment de fantassins en 1786 .
Il commande le 14e régiment d'infanterie lors de l'escarmouche à Geldermalsen, aux Pays-Bas, en 1795 pendant la campagne de Flandre  et est grièvement blessé. Il perd un bras et reste boiteux de manière permanente . Il est nommé lieutenant-gouverneur de Tynemouth et Cliff Fort en 1797, lieutenant-gouverneur du château d'Édimbourg en 1798 et adjoint général adjoint aux forces en Hollande en 1799 . Il occupe ensuite le poste de quartier-maître adjoint des Forces . Il devient gouverneur du Collège militaire royal en 1812 et, bien qu'il ait démissionné en 1819, il redevient gouverneur du collège en 1824 avant de devenir lieutenant-gouverneur de l'hôpital royal de Chelsea en 1826 .
Il est promu général en 1830. Il est fait colonel du 74th Foot en 1809, du 47th Foot en 1813 et du 14th Foot de 1835 à sa mort .
Il est également député de Dumfries Burgh de 1796 à 1800 et de Linlithgowshire de 1800 à 1834 .

## Famille
En 1805, il épouse Georgiana Brown. ils ont quatre fils, dont George William Hope et James Hope-Scott, père de James Hope (1er baron Rankeillour) et une fille .
Il est enterré avec Georgina dans le cimetière d'Aberlady.